# 2091 Sampo
Sampo (asteróide 2091) é um asteróide da cintura principal com um diâmetro de 30,48 quilómetros, a 2,82071 UA. Possui uma excentricidade de 0,0639768 e um período orbital de 1 910,75 dias (5,23 anos).
Sampo tem uma velocidade orbital média de 17,15761115 km/s e uma inclinação de 11,37224º.
Esse asteróide foi descoberto em 26 de Abril de 1941 por Yrjö Väisälä.